# 내포 앉은굿
내포 앉은굿은 대한민국 충청남도 서산시에 있는 무형문화재이다. 2013년 12월 2일 충청남도의 무형문화재 제49호로 지정되었다.

## 개요
굿은 형태에 따라 크게 선굿과 앉은굿으로 구분할 수 있는데, 선굿은 무당이 서서하는 일반적인 굿을 뜻하고, 앉은굿은 충청도 지역에서 무당이 앉아서 주로 경을 읽는 지역적, 행위적 특성으로 인하여 붙여진 이름으로 앉은경, 독경, 양반굿 등으로도 칭한다. 앉은굿은 역사적으로 불교, 도교 등 다른 종교와 상호관계를 맺으며 형성되었을 것으로 추정되며 한국 무속의 한 갈래로서 오랜 역사를 지니고 있는데 특히, 서산․태안을 포함한 충남 서북부지역(내포지역)의 내포 앉은굿은 그 전통이 강해 우리나라에서 특징적인 앉은굿 무속문화권을 이루고 있다.
내포 앉은굿은 과거부터 서해안에 접해있는 충남 서북부지역(내포지역)의 무사안녕을 위한 기원과 풍어제, 산신제 등의 민속(무속)문화 등에 깊은 영향을 끼치며 현재까지 계승되어 왔으며 향후 지역 민속문화의 전승 및 활용 등 보존가치가 있다.

## 참고 문헌
- 내포 앉은굿 - 국가유산청 국가유산포털